# رکتور (آرکانزاس)
رکتور (آرکانزاس) (به انگلیسی: Rector, Arkansas) یک شهر در ایالات متحده آمریکا با جمعیت ۲٬۰۱۷ نفر است که در آرکانزاس واقع شده‌است.

## موقعیت جغرافیایی
موقعیت جغرافیایی شهرها و مناطق اطراف به شرح زیر است: